# Drivmedel

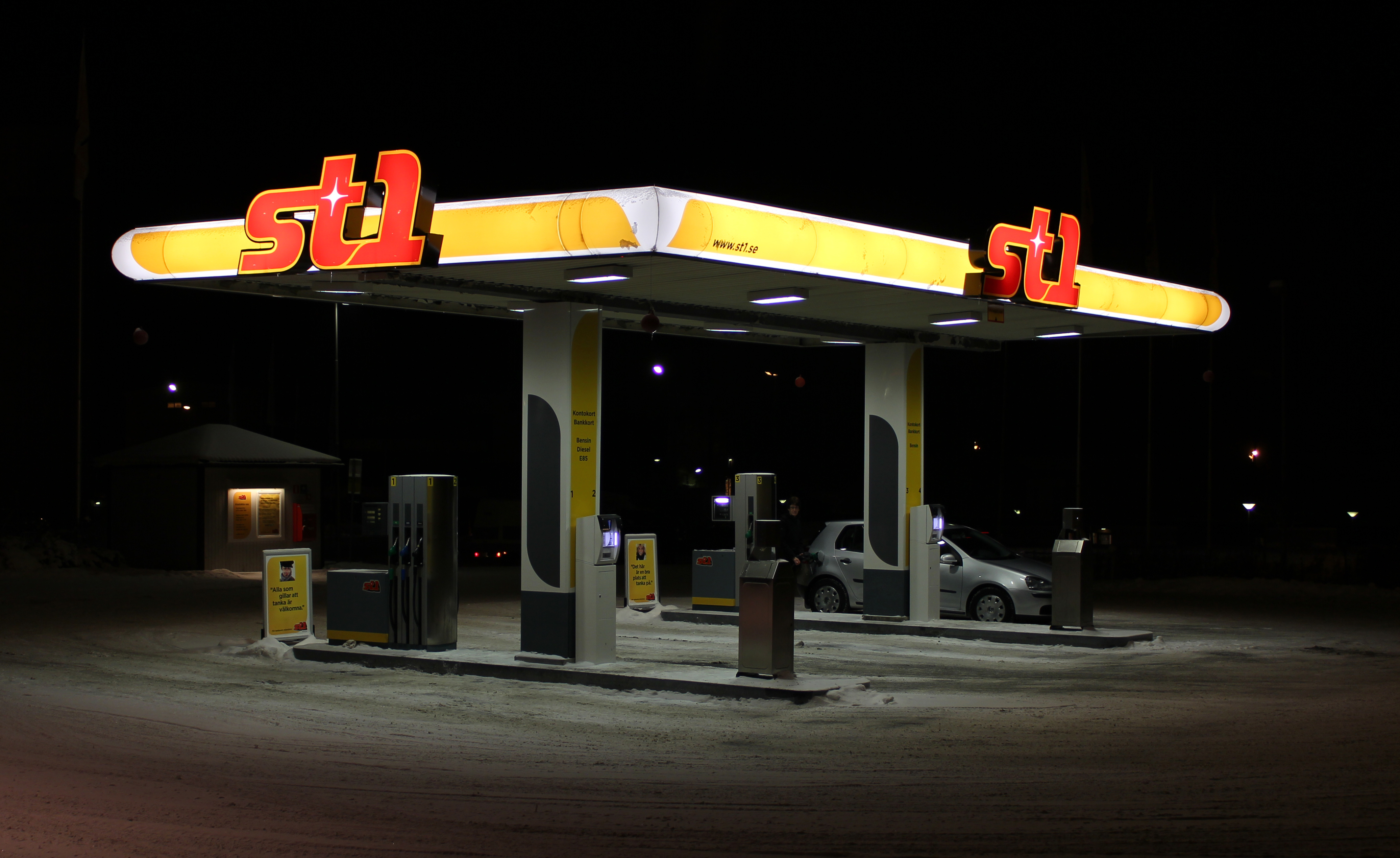
Tankstation för bensin, E85 och dieselolja.

Drivmedel är bränsle eller annat energimedium som används för att driva en motor. Ett exempel på drivmedel är bensin.
Definitionen av ett drivmedel är att det används för att få ett fordon eller en farkost att röra sig. Bränslen däremot, är en större kategori. Bränslen kan användas industriellt för att tillverka kemikalier, plast och metaller, bränslen kan användas för uppvärmning, till elproduktion, etc. Elektricitet är drivmedel för det växande antalet elfordon, men betraktas i allmänhet inte som bränsle, utan som sekundär energiform. 
Sammanfattningsvis kan sägas att diesel i en buss kan betraktas både som bränsle och drivmedel, men om man bränner lätt eldningsolja (EO1) för uppvärmning av ett hus är det enbart att betrakta som bränsle.
Etanolbilar drivs med bränslet E85, vilket till största delen består av etanol. Det produceras även bilar som drivs med fordonsgas som består antingen av biogas eller naturgas eller en blandning av de båda. 
Till skillnad från etanol och biogas är naturgas ett fossilt bränsle, och således inte förnybart. Naturgas ger dock ca. 30% lägre utsläpp av koldioxid, och därmed en lägre klimatpåverkan jämfört med bensin. Biogas och naturgas ger även lägre utsläpp av partiklar. 
Ett drivmedel som nu är under utveckling, men kan komma att bli populärt i framtiden, är Dimetyleter (DME). Ytterligare alternativ för framtiden är hytan och syntetisk diesel, även kallad FT-diesel, och syntetiskt jetbränsle. 
Baserat på reduktionsplikten i Sverige blandas bensin, diesel och jetbränsle i allmänhet med biodrivmedel i syfte att reducera de fossila utsläppen. Exempelvis blandas all handelsbensin i Sverige ut med etanol till E10-bränsle (med 6 till 10 procent etanol), diesel med biodiesel och flygfotogen med biodrivmedel för flyg (biojetbränsle).